# 가나가와현립 이세하라 고등학교
가나가와현립 이세하라 고등학교(神奈川県立伊勢原高等学校)는 일본 가나가와현 이세하라시에 위치하고 있는 공립 고등학교이다. 통칭은 이세고(伊勢高).